# Cornelis Bernardus van Niel
Cornelis Bernardus van Niel (Haarlem, 4 de novembro de 1897 — Carmel-by-the-Sea, 10 de março de 1985) foi um bioquímico estadunidense nascido nos Países Baixos.
Após estudar engenharia química na Universidade Técnica de Delft foi assistente de Albert Kluyver. Doutorou-se em 1928. A seguir trabalhou na Estação Marinha Hopkins da Universidade Stanford.